# Acapulco de Juárez
Acapulco de Juárez là một đô thị thuộc bang Guerrero, México. Năm 2005, dân số của đô thị này là 717766 người.

## Khí hậu
| Dữ liệu khí hậu của Acapulco (1951–2010)                   | Dữ liệu khí hậu của Acapulco (1951–2010) | Dữ liệu khí hậu của Acapulco (1951–2010) | Dữ liệu khí hậu của Acapulco (1951–2010) | Dữ liệu khí hậu của Acapulco (1951–2010) | Dữ liệu khí hậu của Acapulco (1951–2010) | Dữ liệu khí hậu của Acapulco (1951–2010) | Dữ liệu khí hậu của Acapulco (1951–2010) | Dữ liệu khí hậu của Acapulco (1951–2010) | Dữ liệu khí hậu của Acapulco (1951–2010) | Dữ liệu khí hậu của Acapulco (1951–2010) | Dữ liệu khí hậu của Acapulco (1951–2010) | Dữ liệu khí hậu của Acapulco (1951–2010) | Dữ liệu khí hậu của Acapulco (1951–2010) |
| Tháng                                                      | 1                                        | 2                                        | 3                                        | 4                                        | 5                                        | 6                                        | 7                                        | 8                                        | 9                                        | 10                                       | 11                                       | 12                                       | Năm                                      |
| ---------------------------------------------------------- | ---------------------------------------- | ---------------------------------------- | ---------------------------------------- | ---------------------------------------- | ---------------------------------------- | ---------------------------------------- | ---------------------------------------- | ---------------------------------------- | ---------------------------------------- | ---------------------------------------- | ---------------------------------------- | ---------------------------------------- | ---------------------------------------- |
| Cao kỉ lục °C (°F)                                         | 39.5 (103.1)                             | 35.5 (95.9)                              | 35.5 (95.9)                              | 37.0 (98.6)                              | 38.0 (100.4)                             | 36.0 (96.8)                              | 37.5 (99.5)                              | 37.5 (99.5)                              | 36.0 (96.8)                              | 36.0 (96.8)                              | 35.5 (95.9)                              | 36.5 (97.7)                              | 39.5 (103.1)                             |
| Trung bình ngày tối đa °C (°F)                             | 30.4 (86.7)                              | 30.4 (86.7)                              | 30.4 (86.7)                              | 30.8 (87.4)                              | 31.6 (88.9)                              | 31.9 (89.4)                              | 32.3 (90.1)                              | 32.2 (90.0)                              | 31.6 (88.9)                              | 31.7 (89.1)                              | 31.4 (88.5)                              | 30.9 (87.6)                              | 31.3 (88.3)                              |
| Trung bình ngày °C (°F)                                    | 26.8 (80.2)                              | 27.0 (80.6)                              | 26.9 (80.4)                              | 27.4 (81.3)                              | 28.3 (82.9)                              | 28.5 (83.3)                              | 28.7 (83.7)                              | 28.6 (83.5)                              | 28.2 (82.8)                              | 28.4 (83.1)                              | 28.1 (82.6)                              | 27.5 (81.5)                              | 27.9 (82.2)                              |
| Tối thiểu trung bình ngày °C (°F)                          | 23.3 (73.9)                              | 23.5 (74.3)                              | 23.5 (74.3)                              | 24.0 (75.2)                              | 25.1 (77.2)                              | 25.2 (77.4)                              | 25.1 (77.2)                              | 25.1 (77.2)                              | 24.7 (76.5)                              | 25.1 (77.2)                              | 24.8 (76.6)                              | 24.1 (75.4)                              | 24.5 (76.1)                              |
| Thấp kỉ lục °C (°F)                                        | 18.5 (65.3)                              | 19.5 (67.1)                              | 17.0 (62.6)                              | 16.0 (60.8)                              | 19.0 (66.2)                              | 18.0 (64.4)                              | 19.0 (66.2)                              | 19.0 (66.2)                              | 20.5 (68.9)                              | 16.0 (60.8)                              | 20.0 (68.0)                              | 20.0 (68.0)                              | 16.0 (60.8)                              |
| Lượng Giáng thủy trung bình mm (inches)                    | 14.8 (0.58)                              | 5.8 (0.23)                               | 2.2 (0.09)                               | 3.2 (0.13)                               | 26.1 (1.03)                              | 263.3 (10.37)                            | 246.9 (9.72)                             | 295.2 (11.62)                            | 309.6 (12.19)                            | 138.8 (5.46)                             | 20.1 (0.79)                              | 10.8 (0.43)                              | 1.336,8 (52.63)                          |
| Số ngày giáng thủy trung bình (≥ 0.1 mm)                   | 1.0                                      | 0.4                                      | 0.3                                      | 0.2                                      | 2.6                                      | 12.4                                     | 12.4                                     | 13.6                                     | 14.3                                     | 7.9                                      | 1.7                                      | 0.8                                      | 67.6                                     |
| Độ ẩm tương đối trung bình (%)                             | 74                                       | 73                                       | 72                                       | 74                                       | 74                                       | 75                                       | 76                                       | 76                                       | 78                                       | 77                                       | 75                                       | 75                                       | 75                                       |
| Số giờ nắng trung bình tháng                               | 272.2                                    | 249.4                                    | 287.0                                    | 273.5                                    | 252.2                                    | 205.9                                    | 223.5                                    | 230.5                                    | 194.0                                    | 244.8                                    | 256.8                                    | 255.3                                    | 2.945,1                                  |
| Nguồn 1: Servicio Meteorologico Nacional (độ ẩm 1981–2000) |                                          |                                          |                                          |                                          |                                          |                                          |                                          |                                          |                                          |                                          |                                          |                                          |                                          |
| Nguồn 2: NOAA (nắng 1961–1990)                             |                                          |                                          |                                          |                                          |                                          |                                          |                                          |                                          |                                          |                                          |                                          |                                          |                                          |